# Нюфийлдс
Нюфийлдс (на английски: Newfields) е град в окръг Рокингам, в щата Ню Хампшър, САЩ. Населението му е 1769 души при преброяването през 2020 г.
Нюфийлдс е един от най-богатите градове в Ню Хемпшър, със среден доход на домакинство от $154 375 за периода 2015 – 2019 г.

## География
Според Бюрото за преброяване на населението на Съединените щати градът има обща площ от 18,8 km2, от които 18,4 km2 са суша и 0,4 km2 са вода. Отводнява се на запад от река Пискасик, приток на река Лампри, и е ограничена на изток от река Скуамскот. Най-високата точка в Нюфийлдс е върхът на Оукланд Хил на 73 м над морското равнище, на южната граница на града.
Нюфийлдс се пресича от Нюхемпширски път 85, Нюхемпширски път 87 и Нюхемпширски път 108.

## История
Нюфийлдс е основан през 1638 г. и през 1681 г. е наречен „Нюфийлд Вилидж“, а по-късно „Южен Нюмаркет“ (Нов пазар). От 1900 г. е наречен Нюфийлдс.

## Известни личности
Починали в Нюфийлдс
- Анита Шрив (1946 – 2018), писателка

- Главната улица
- Градския магазин
- Изглед от околностите